# Bubble Bobble
Bubble Bobble (jap. バブルボブル Baburu Boburu) – platformowo-zręcznościowa gra przeznaczona na automaty do gier, wydana w 1986 roku przez Taito i Romstar. W 1989 roku dzięki firmie NovaLogic gra doczekała się konwersji przeznaczonej na komputery osobiste. Gra pojawiła się także na NES Classic Edition.

## Rozgrywka
W Bubble Bobble może grać jeden lub dwóch graczy jednocześnie, firma NovaLogic zaleca drugą opcję gdyż tylko tak można ukończyć grę. Gracze wcielają się w Buba i Boba. Gra składa się ze stu plansz, na której gracz musi wyeliminować wrogów. Jedyną bronią do dyspozycji są bańki powietrza, którymi musi schwytać wszystkich wrogów, po czym gdy wróg znajdzie się w niej gracz musi zniszczyć bańkę, dzięki temu gracz otrzymuje bonus w postaci owoców. Kontakt z wrogiem, który nie znajduje się w bańce kończy się stratą jednego z kilku żyć. Raz na dwadzieścia plansz pojawiają się specjalne wrota, które kierują do ukrytej planszy, na której gracz musi tylko zbierać owoce i bonusy. Na pokonanie każdej planszy gracz ma określoną ilość czasu, gdy ten czas zostanie przekroczony, pokazuje się komunikat a po chwili duch, który będzie chciał wyeliminować gracza.

## Odbiór gry
Brytyjski magazyn Mean Machines przyznał grze w wersji na Game Boya 91 punktów na 100, tłumacząc to tym, że gra została idealnie przekonwertowana z oryginalnej wersji a także, że jest ona wymagająca i uzależniająca.